# Рёзель, Петер
Петер Рёзель (нем. Peter Rösel; род. 2 февраля 1945, Дрезден) — немецкий пианист.
Окончил Московскую консерваторию, ученик Льва Оборина и Дмитрия Башкирова. В 1963 г. получил вторую премию Международного конкурса имени Шумана у себя на родине в ГДР; в 1966 г. на Международном конкурсе имени Чайковского в Москве получил шестую премию, в 1968 г. был вторым на Монреальском международном конкурсе исполнителей.
Наиболее тесно сотрудничал с дирижёром Куртом Мазуром — как в домашних и гастрольных выступлениях с лейпцигским Оркестром Гевандхаус, так и в гостевых программах Мазура, в частности, в концерте к 150-летию Нью-Йоркского филармонического оркестра, где Рёзель исполнил Концерт № 3 для фортепиано с оркестром Сергея Рахманинова.
В дискографии Рёзеля широко представлены, прежде всего, концерты и сольные пьесы Бетховена и Брамса. Все четыре концерта Рахманинова он записал с Берлинским симфоническим оркестром под управлением Курта Зандерлинга. Редкоисполняемые леворучные концертные пьесы Рихарда Штрауса Рёзель записал с Дрезденской государственной капеллой под управлением Рудольфа Кемпе.
Профессор Дрезденской Высшей школы музыки имени Карла Марии фон Вебера.